# Sonorasparv
Sonorasparv (Peucaea carpalis) är en fågel i familjen amerikanska sparvar inom ordningen tättingar. Den förekommer i torra buskmarker i sydvästra USA och nordvästra Mexiko. Arten minskar i antal, men beståndet anses ändå vara livskraftigt. 

## Utseende och läte

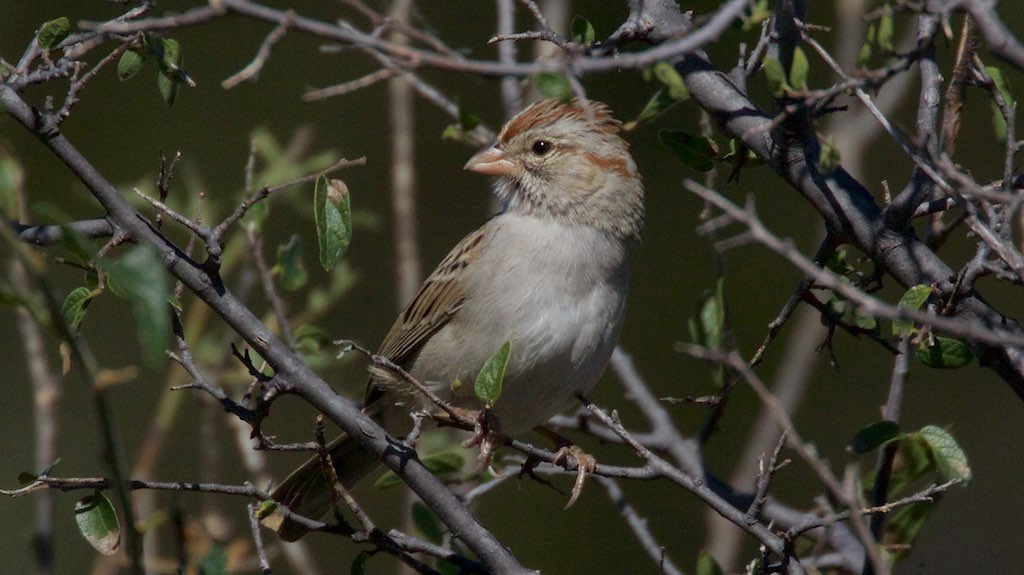

Sonorasparv är en liten (13,5–14,5 cm) och rätt slank sparv, ytligt lik tjippsparven men kraftigare med större näbb och rundad stjärt. Karakteristiskt är ljust roströda hjässband, ostreckad gråaktig strupe med mörka strupsidestreck och rätt ljust och prydligt tecknad fjäderdräkt överlag. Ovansidan är fint streckad med rostfärgade mindre täckare som ofta är dolda. I flykten syns ljusa stjärthörn. Sången är en varierande ramsa med klara och behagliga toner och två vanliga mönster: en accelererande serie tjippande ljud och några få tjippande toner följt av en snabb drill. Lätet är ett kort ljust "chip".

## Utbredning och underarter
Sonorasparv återfinns i sydvästra USA och nordvästra Mexiko. Den delas in i tre underarter med följande utbredning:
- Peucaea carpalis carpalis – förekommer från arida södra Arizona till nordvästra Mexiko (centrala Sonora)
- Peucaea carpalis bangsi – förekommer i nordvästra Mexiko (från sydöstra Sonora till norra Sinaloa)
- Peucaea carpalis cohaerens – förekommer i nordvästra Mexiko (centrala Sinaloa)

Underarten bangsi inkluderas ibland i coherens.

### Släktestillhörighet
Tidigare placerades arten i släktet Aimophila, men genetiska studier visar att arterna i släktet inte är varandras närmaste släktingar. Den har därför tillsammans med flera andra arter lyfts ut till det egna släktet Peucaea. Sonorasparv står allra närmast arten kanelstjärtad sparv.

### Familjetillhörighet
Tidigare fördes de amerikanska sparvarna till familjen fältsparvar (Emberizidae) som omfattar liknande arter i Eurasien och Afrika. Flera genetiska studier visar dock att de utgör en distinkt grupp som sannolikt står närmare skogssångare (Parulidae), trupialer (Icteridae) och flera artfattiga familjer endemiska för Karibien.

## Levnadssätt
Sonorasparv hittas i låglänt busköken i Arizona och Sonora, i Sinaloa i tropisk törnbuskmark. Den ses vanligen i smågrupper på jakt efter gräs- och ogräsfrön samt leddjur. Fågeln häckar mellan juni och början av oktober i samband med regn.

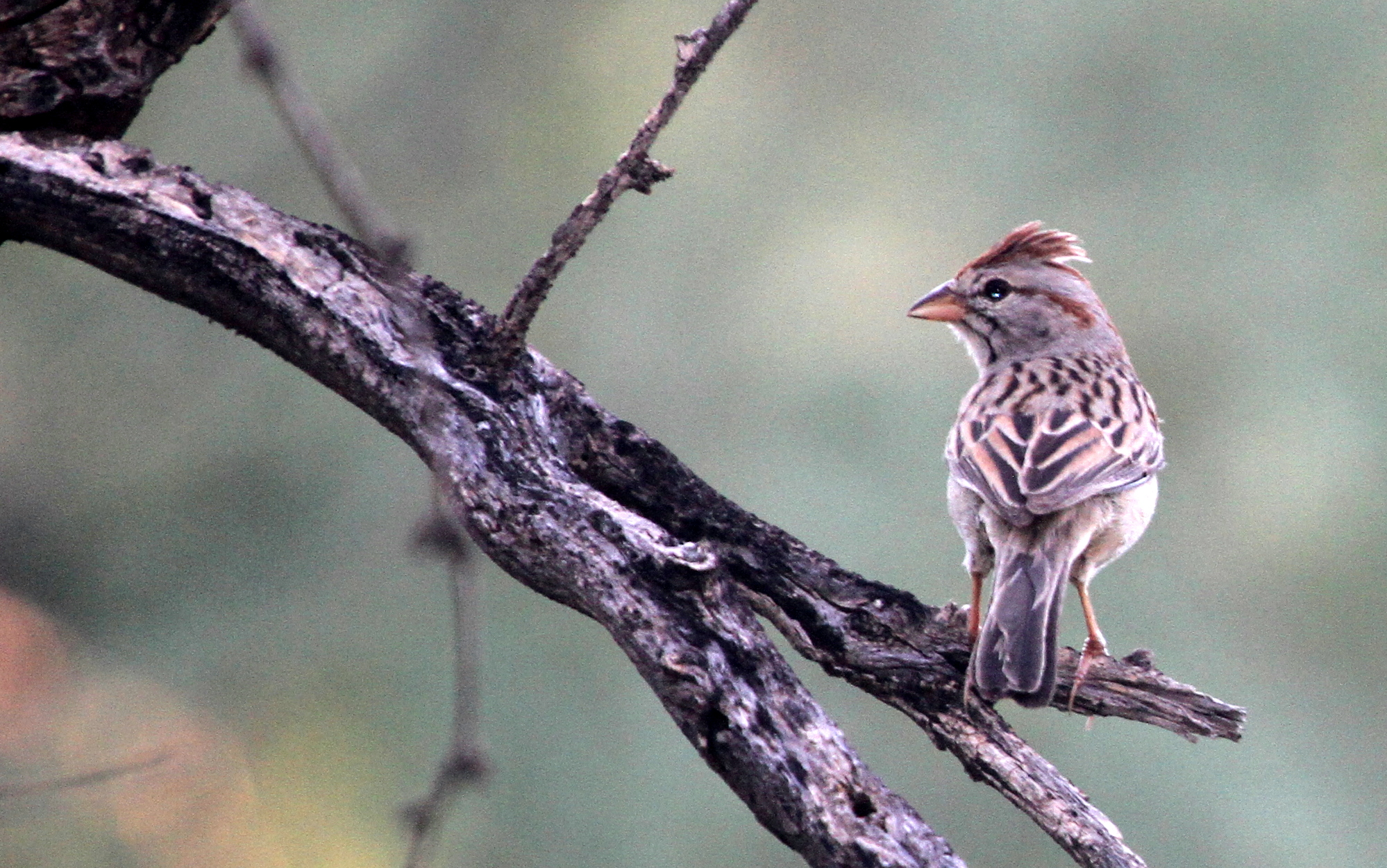

## Status och hot
Arten har ett stort utbredningsområde, men tros minska i antal, dock inte tillräckligt kraftigt för att anses vara hotad. Utifrån dessa kriterier kategoriserar internationella naturvårdsunionen IUCN arten som livskraftig (LC). Världspopulationen uppskattas till 200 000 vuxna individer.

## Namn
Sonorasparvens vetenskapliga artnamn carpalis kommer av grekiska karpos som betyder "handled", här syftande på de rostfärgade mindre täckarna nära karpalled. Arten kallades tidigare rostvingad sparv på svenska, men blev tilldelat ett nytt och mer unikt officiellt svenskt namn 2024 av Birdlife Sveriges taxonomikommitté, eftersom många amerikanska sparvar är rostvingade. 